# Póntelo en la lengua
Póntelo en la lengua es el nombre del segundo álbum de estudio del músico peruano Pedro Suárez-Vértiz, Fue lanzado al mercado por Sony Music el 17 de septiembre de 1996. Es considerado uno de los mejores álbumes de su carrera, cuya canción «Los globos del cielo» fue incluido en el especial de Billboard sobre las «25 obras maestras del rock en español».

## Lista de canciones
Todas las canciones fueron compuestas por Pedro Suárez-Vértiz.
| Póntelo en la lengua edición 1996 |                             |          |  |
| N.º                               | Título                      | Duración |  |
| 1.                                | «Mi auto era una rana»      | 3:58     |  |
| 2.                                | «El árbol»                  | 4:51     |  |
| 3.                                | «Los globos del cielo»      | 3:58     |  |
| 4.                                | «Una vez una flor»          | 4:12     |  |
| 5.                                | «Te siento de sólo pensar»  | 3:23     |  |
| 6.                                | «Me estoy enamorando»       | 4:46     |  |
| 7.                                | «Podré cambiar»             | 4:12     |  |
| 8.                                | «La vida me sabe a nada»    | 3:18     |  |
| 9.                                | «Pasear en bicicleta»       | 4:09     |  |
| 10.                               | «Sé que todo ha acabado ya» | 3:28     |  |
| 11.                               | «Sentimiento increíble»     | 3:29     |  |
| 12.                               | «La niña bella»             | 3:47     |  |
| 13.                               | «Me siento mejor»           | 3:48     |  |
| 14.                               | «Post data (bonus track)»   | 2:15     |  |